# Усков, Николай Феликсович
Никола́й Фе́ликсович Уско́в (род. 25 августа 1970, Москва) — российский журналист, медиаменеджер и историк-медиевист, кандидат исторических наук. Один из авторов «Православной энциклопедии» и «Большой Российской энциклопедии». В 2003—2012 годах — главный редактор российской версии GQ. С 2016 главный редактор, затем редакционный директор журнала Forbes (Россия), член совета директоров Forbes (Россия). С 2024 года является редакционным директором журнала Tatler Kazakhstan.

## Биография
Родился в семье врачей. Отец — врач-психиатр, сотрудник Института медико-биологических проблем, ныне проживает в США. Мать — врач-ревматолог.
В старших классах школы увлёкся живописью и занимался в Московской детской художественной школе № 2. В 1987 году поступил на исторический факультет МГУ им. М.В. Ломоносова.
Специализировался по истории церкви средневековой Германии под руководством М.А. Бойцова. Окончив университет с красным дипломом, был в 1992 году принят на кафедру средних веков Исторического факультета МГУ в качестве сначала младшего научного сотрудника, затем старшего преподавателя. Автор глав по истории церкви в учебнике истории средних веков под редакцией С.П. Карпова, курса и семинара по церковной и средневековой истории, которые читал на Историческом и Философском факультетах, отделении истории искусств Исторического факультета, в Православном университете Иоанна Богослова, курировал Латинскую редакцию Православной энциклопедии, сотрудничал с Католической Энциклопедией, работал научным сотрудником сектора средневековой истории ИВИ РАН под руководством А.А. Сванидзе, участвовал в исследованиях «Центра истории частной жизни и повседневности» Ю.Л. Бессмертного, в международных конгрессах по палеографии и каноническому праву. В 1999 году защитил диссертацию на соискание степени кандидата исторических наук по теме «Монашество и монастырские реформы в раннесредневековой Германии». Получил звание доцента.
В 2000 году Николай Усков ушёл из университета в издательство Independent Media. Редактировал портал издательства Estart.ru, с 2001 года — журнал Men's Health того же издательства. В 2002 году стал главным редактором журнала Men's Health.
В 2003 году перешел на должность главного редактора российской версии американского журнала GQ (Gentlemen’s Quarterly) в издательство Condé Nast. В 2007 г. Николай Усков запустил журнал GQ Style, а также вместе с Аркадием Новиковым открыл GQ Bar. При Ускове церемония награждения премией "Человек года GQ" превратилась в одно из главных светских событий Москвы. Наиболее резонансным проектом GQ стали интервью Ксении Собчак и Ксении Соколовой. С них началась карьера Ксении Собчак в журналистике.
В 2012 году покинул GQ, чтобы возглавить медиагруппу Михаила Прохорова «Живи!». Медиагруппа «Живи!» включала в себя печатные издания «Сноб», F5, «Русский пионер», кабельный телеканал «Живи!» и сайты snob.ru и f5.ru. В начале 2013 года группа распалась, Усков стал руководителем и главным редактором проекта «Сноб». В 2012 году Николай Усков совместно с Ксенией Соколовой основал премию проекта "Сноб" "Сделано в России".
С января 2016 года по июнь 2018 года главный редактор российского издания журнала Forbes. Попытки владельца издания Александра Федотова вмешиваться в редакционную политику Forbes стали причиной острого конфликта с редакцией, в результате которого Николай Усков был уволен 9 июня 2018 года. Однако сам Александр Федотов под давлением правообладателей бренда Forbes, вставших на сторону российской редакции, вскоре вынужден был продать издание бизнесмену Магомеду Мусаеву. Новый владелец 30 августа 2018 года вернул Николая Ускова, назначив его на позицию редакционного директора Forbes. Николай Усков также стал членом совета директоров Forbes. В 2021 году Николай Усков инициировал создание премии Forbes "Филантроп года", отмечающей выдающиеся достижения членов российского списка Forbes в сфере благотворительности.

## Семья
В 1992 году женился на Наталье Оконовой. В 2001 году у них родился сын Роберт. 

## Книги и телепередачи
В 2001 году издал в петербургском издательстве «Алетейя» монографию «Христианство и монашество в Западной Европе раннего средневековья», основанную на своей диссертации.
В 2008 году в издательстве «Эксмо» вышел первый детектив Николая Ускова — «Зимняя коллекция смерти. Fashion-детектив».
В 2011 году в том же издательстве вышел новый детектив Николая Ускова под названием «Семь Ангелов», продолжающий рассказ о приключениях героя, знакомого читателям по первой книге — Иннокентия Алехина, главного редактора мужского журнала «Джентльмен».
В 2012 году к 10-летию журнала GQ под редакцией Николая Ускова в издательстве «КоЛибри» вышел пятитомник с лучшими статьями, колонками и интервью «GQ Россия. Десять лет в пяти книгах».
В 2014 году в издательстве «Эксмо» вышла историко-публицистическая книга Николая Ускова «Неизвестная Россия: история, которая вас удивит». Ее второе издание появилось в 2016 году.
В 2021 году к 50-летию американского издательства Ardis в издательстве Ирины Прохоровой «Новое литературное обозрение» вышла книга Николая Ускова «Ardis: американская мечта о русской литературе». Книга основана на исследовании архивов Ardis, которые хранятся в библиотеке Мичиганского университета, а также интервью с Эллендеей Проффер-Тисли, Андреем Битовым, Владимиром Войновичем, Михаилом Барышниковым и др. Среди героев книги – Татьяна Лоскутова, вторая жена отца Николая Ускова и близкая подруга основателей Ardis, Карла и Эллендеи Профферов.
В 2014-2017 годах на канале «360 Подмосковье» вышли три сезона авторского проекта Николая Ускова, посвященного подмосковным усадьбам. В 2014 году телеканал «360 Подмосковье» был удостоен премии «Тефи-регион» за лучшую просветительскую программу, которой был признан первый сезон проекта Ускова.
В 2020 году во время локдауна запустил на канале Forbes в youtube проект «Forbes. Карантин», в котором обсуждал с влиятельными бизнесменами и деятелями культуры изменения в экономике и общественных настроениях, вызванные пандемией.
Постоянный гость эфиров «Особого мнения» на "Эхе Москвы". Имеет страницу в социальной сети Facebook и Instagram.
Ускову приписывают неологизм «путинский гламур».

## Награды
- Удостоен грамоты патриарха Московского и всея Руси Алексия II за работу над "Православной энциклопедией" (2000).[36]
- Лауреат премии Союза журналистов «Золотое перо России» за высокие творческие достижения (2017).[37]
- Лауреат премии РСПП им. А.И. Вольского «Честь выше прибыли» (2019).[38]

## Научные труды

### Монографии
- Усков Н. Ф. Христианство и монашество в Западной Европе раннего средневековья. — СПб.: Алетейя, 2001. — 512 с. — ISBN 5-89329-409-2. — 1300 экз.

### Статьи
- Усков Н. Ф. Солнце взошло на Западе: Санкт-галленский монастырский патриотизм в раннее средневековье // Средние Века. 1998. Вып. 60. С. 118—142
- Усков Н. Ф. Монастыри в городе // Город в средневековой цивилизации Западной Европы. М., 1999. Т. 1: Феномен средневекового урбанизма. С. 284—312;
- Усков Н. Ф. Монахи в духовной жизни города // Город в средневековой цивилизации Западной Европы. М., 1999. Т. 2: Жизнь города и деятельность горожан. С. 197—221;
- Усков Н.Ф. Убить монаха…// Казус 1997 / Под ред. Ю.Л. Бессмертного и М.А. Бойцова. М., 1999. С. 199-235.
- Усков Н.Ф. Обращение в монашество в мыслях и чувствах монаха XI в. (К проблеме личности Отлоха Санкт-Эммерамского) // Человек в мире чувств. М., 2000. С. 389-434.
- Усков Н.Ф. Монастырь // Словарь средневековой культуры / Под ред. А.Я. Гуревича. М., 2003. С. 313-320.
- Усков Н.Ф. Монашество // Словарь средневековой культуры / Под ред. А.Я. Гуревича. М., 2003. С. 320-331.
- Усков Н.Ф. Папство // Словарь средневековой культуры / Под ред. А.Я. Гуревича. М., 2003. С. 348-359.

### Переводы
- Отлох Санкт-Эммерамский. Книга видений / Вступ. Ст., перевод с латыни и коммент. Н.Ф. Ускова // Средние Века. 1995. Вып.58
- Культура аббатства Санкт-Галлен / Под ред. В.Фоглера; пер. с немецкого Н.Ф. Ускова. Баден-Баден; Цюрих, 1996.
- Епископ (Римский) Геласий к августу Анастасию; Собор в Орлеане (511 г.); Собор в Орлеане (538 г.); Собор в Орлеане (541 г.); Собор в Орлеане (549 г.); Собор в Туре (567 г.); «Дионисиана»; Древнее галльское собрание (ок. 600 г.); «Константинов дар»; «Лжеисидоровы декреталии»; Капитулярий епископа Радульфа Буржского; (Разъяснения) Гинкмара Реймского по поводу развода короля Лотаря и королевы Теутберги; Правило Бенедикта; Вормсский конкордат; Иво Шартрский. Декрет; Иоанн Грациан. Согласование несогласных канонов («Декрет»); Liber extra. Компиляция декреталий папы Григория IX; Liber Sextus. Шестая книга декреталий господина папы Бонифация VIII; Климентины. Установления папы Климента V; Extravagantes Господина папы Ионанна XXII; Extravagantes communes; Фома Аквинский. Сумма теологии / Предисловие, пер. с латыни и примеч.: Н. Ф. Усков // Антология мировой правовой мысли: В 5 т. М., 1999. Т. 2: Европа V—XVII вв. С. 164-191, 233—292, 581-596.

### Энциклопедии
Православная энциклопедия
- Усков Н. Ф. Аббат // Православная энциклопедия. — М., 2000. — Т. I : А — Алексий Студит. — С. 33—34. — 40 000 экз. — ISBN 5-89572-006-4.
- Усков Н. Ф. Аббатиса // Православная энциклопедия. — М., 2000. — Т. I : А — Алексий Студит. — С. 34—35. — 40 000 экз. — ISBN 5-89572-006-4.
- Усков Н. Ф. Аббон из Флёри // Православная энциклопедия. — М., 2000. — Т. I : А — Алексий Студит. — С. 141—142. — 40 000 экз. — ISBN 5-89572-006-4.
- Усков Н. Ф. Авит Эпархий // Православная энциклопедия. — М., 2000. — Т. I : А — Алексий Студит. — С. 35. — 40 000 экз. — ISBN 5-89572-006-4.
- Усков Н. Ф. Августин // Православная энциклопедия. — М., 2000. — Т. I : А — Алексий Студит. — С. 92—93. — 40 000 экз. — ISBN 5-89572-006-4.
- Усков Н. Ф. Августина устав // Православная энциклопедия. — М., 2000. — Т. I : А — Алексий Студит. — С. 114—115. — 40 000 экз. — ISBN 5-89572-006-4.
- Усков Н. Ф. Августинцы-еремиты // Православная энциклопедия. — М., 2000. — Т. I : А — Алексий Студит. — С. 115—117. — 40 000 экз. — ISBN 5-89572-006-4.
- Усков Н. Ф. Авиньонское пленение пап // Православная энциклопедия. — М., 2000. — Т. I : А — Алексий Студит. — С. 139—140. — 40 000 экз. — ISBN 5-89572-006-4.
- Э. Н. П., Усков Н. Ф. Авторитет // Православная энциклопедия. — М., 2000. — Т. I : А — Алексий Студит. — С. 205—210. — 40 000 экз. — ISBN 5-89572-006-4.
- Усков Н. Ф. Agnus Dei // Православная энциклопедия. — М., 2000. — Т. I : А — Алексий Студит. — С. 263—264. — 40 000 экз. — ISBN 5-89572-006-4.
- Усков Н. Ф. Аймоин из Флёри // Православная энциклопедия. — М., 2000. — Т. I : А — Алексий Студит. — С. 342. — 40 000 экз. — ISBN 5-89572-006-4.
- Усков Н. Ф. Александр Север // Православная энциклопедия. — М., 2000. — Т. I : А — Алексий Студит. — С. 539. — 40 000 экз. — ISBN 5-89572-006-4.
- Усков Н. Ф., Зайцев Д. В. Альбан Британский // Православная энциклопедия. — М., 2001. — Т. II : Алексий, человек Божий — Анфим Анхиальский. — С. 69—70. — 40 000 экз. — ISBN 5-89572-007-2.
- Фокин А. Р., Усков Н. Ф. Альберт Великий // Православная энциклопедия. — М., 2001. — Т. II : Алексий, человек Божий — Анфим Анхиальский. — С. 72—75. — 40 000 экз. — ISBN 5-89572-007-2.
- Усков Н. Ф. Альборнос // Православная энциклопедия. — М., 2001. — Т. II : Алексий, человек Божий — Анфим Анхиальский. — С. 77. — 40 000 экз. — ISBN 5-89572-007-2.
- Усков Н. Ф. Альдхельм // Православная энциклопедия. — М., 2001. — Т. II : Алексий, человек Божий — Анфим Анхиальский. — С. 78—79. — 40 000 экз. — ISBN 5-89572-007-2.
- Усков Н. Ф. Альтманн // Православная энциклопедия. — М., 2001. — Т. II : Алексий, человек Божий — Анфим Анхиальский. — С. 81—82. — 40 000 экз. — ISBN 5-89572-007-2.
- Усков Н. Ф. Амалар Симфозий // Православная энциклопедия. — М., 2001. — Т. II : Алексий, человек Божий — Анфим Анхиальский. — С. 92. — 40 000 экз. — ISBN 5-89572-007-2.
- Усков Н. Ф. Аманд // Православная энциклопедия. — М., 2001. — Т. II : Алексий, человек Божий — Анфим Анхиальский. — С. 96. — 40 000 экз. — ISBN 5-89572-007-2.
- Усков Н. Ф. Амвросианцы // Православная энциклопедия. — М., 2001. — Т. II : Алексий, человек Божий — Анфим Анхиальский. — С. 118—119. — 40 000 экз. — ISBN 5-89572-007-2.
- Усков Н. Ф. Анналы // Православная энциклопедия. — М., 2001. — Т. II : Алексий, человек Божий — Анфим Анхиальский. — С. 465—466. — 40 000 экз. — ISBN 5-89572-007-2.
- Усков Н. Ф. Annus Sanctus // Православная энциклопедия. — М., 2001. — Т. II : Алексий, человек Божий — Анфим Анхиальский. — С. 469—470. — 40 000 экз. — ISBN 5-89572-007-2.
- Усков Н. Ф. Антониты // Православная энциклопедия. — М., 2001. — Т. II : Алексий, человек Божий — Анфим Анхиальский. — С. 688—689. — 40 000 экз. — ISBN 5-89572-007-2.
- Усков Н. Ф., Чернов В. В. Бенедиктинцы // Православная энциклопедия. — М., 2002. — Т. IV : Афанасий — Бессмертие. — С. 611—617. — 39 000 экз. — ISBN 5-89572-009-9.

Большая Российская энциклопедия
- Annus Sanctus : [арх. 13 августа 2022] / Усков Н. Ф. // Анкилоз — Банка. — М. : Большая российская энциклопедия, 2005. — С. 12. — (Большая российская энциклопедия : [в 35 т.] / гл. ред. Ю. С. Осипов ; 2004—2017, т. 2). — ISBN 5-85270-330-3.